# Hexaplex erythrostomus
La especie Hexaplex erythrostomus, comúnmente conocida como caracol chino rosado, es una especie de murícido bentónico perteneciente a la familia Muricidae.1,2 Fue descrito originalmente bajo el nombre de Murex erythrostomus.1

## Clasificación y descripción
Concha globosa y pesada, ornamentada con espinas. La parte externa de la concha es blanco o ligeramente gris, mientras que el interior es de color rosa aperlado. Canal sifonal delgado, con algunas ornamentaciones ligeramente curvas hacia la parte externa. La apertura es grande y circular. Labio externo engrosado y con espinas huecas ligeramente dobladas. Alcanza hasta los 10 cm de largo total3. Presentan un periodo anual de desove entre los meses de mayo a agosto, con un pico reproductivo en mayo y julio2.

## Distribución de la especie
La especie de se distribuye desde Baja California, México hasta Perú3.

## Ambiente
Vive en zonas poco profundas de fondos arenosos, en el intermareal y submareal2,3. Como otros murícidos, es carnívoro, alimentándose principalmente de otros moluscos, especialmente de bivalvos, y en Bahía Concepción, México, de la almeja chocolate (Megapitaria squialida) y la almeja indio (Glycymeris gigantea) (vaqueiro)2,3. 

## Estado de Conservación
Hasta el momento en México no se encuentra en ninguna categoría de protección, ni en la Lista Roja de la IUCN (International Union for Conservation of Nature) ni en CITES (Convención sobre el Comercio Internacional de Especies Amenazadas de Fauna y Flora Silvestres). La concha de esta especie es comercializada frecuentemente con fines ornamentales. Esta especie presenta un crecimiento rápido, por lo que puede explotar una explotación pero debería de existir un control sobre los volúmenes de explotación2. Ha sido considerado como el murícido más abundante de la Provincia Panámica3.